# کت پاور
شارلین ماری «شان» مارشال (به انگلیسی: Charlyn Marie "Chan" Marshall) با نام هنری کت پاور (انگلیسی: Cat Power؛ زادهٔ ۲۱ ژانویهٔ ۱۹۷۲) خواننده-ترانه‌سرا، موسیقی‌دان، هنرپیشه و مدل اهل ایالات متحده آمریکا است. وی از سال ۱۹۹۲ میلادی تاکنون مشغول فعالیت بوده‌است.
مارشال که در آتلانتا به دنیا آمد و در سراسر جنوب ایالات متحده بزرگ شد و در اوایل دهه ۱۹۹۰ در گروه‌های موسیقی محلی آتلانتا اجرا می‌کرد. در سال ۱۹۹۳، او با استیو شلی از گروه سانیک یوث و تیم فولیان از گروه Two Dollar Guitar کار کرد و دو آلبوم اول خود، "Dear Sir" و "Myra Lee" را در فواصل سال‌های ۱۹۹۵ و ۱۹۹۶با آنها ضبط کرد.
در سال ۱۹۹۶، او با Matador Records قرارداد بست و سومین آلبوم اش با عنوان "What Would the Community Think " را با شلی و فولیان منتشر کرد،
پس از آن، او آلبوم تحسین شده "Moon Pix"، ضبط شده با اعضای گروه Dirty Three، و "The Cover Records" (منتشر شده در ۲۰۰۰) را منتشر کرد، که مجموعه ای از آهنگ‌های کاور با تنظیم پراکنده‌است.
او پس از یک وقفه کوتاه، آلبوم "You Are Free" را با حضور نوازندگان مهمان دیو گرول و ادی ودر منتشر کرد و به دنبال آن آلبوم "The Greatest" تحت تأثیر سول، که با تعداد زیادی از نوازندگان استودیو ممفیس ضبط شد.
آلبوم دوم از آهنگ‌های بازخوانی شده، جوک‌باکس، در سال ۲۰۰۸ منتشر شد. در سال ۲۰۱۲ آلبوم "Sun" را منتشر کرد؛ که به رتبه ۱۰ بیلبورد ۲۰۰ دست یافت، آلبومی که بالاترین رتبه در چارت را در زندگی حرفه‌ای او تا به امروز داشته‌است.منتقدان به تکامل مداوم صدای کت پاور اشاره کرده‌اند. ترکیبی از پانک، فولک و بلوز در اولین آلبوم‌های او، و عناصر سول و سایر ژانرها در آثار بعدی او رایج‌تر بوده‌اند.
از فیلم‌ها یا برنامه‌های تلویزیونی که وی در آن نقش داشته‌است می‌توان به شب‌های بلوبری من اشاره کرد.

## ترانه‌شناسی

### آلبوم‌های استودیویی[۳]
- Dear Sir (۱۹۹۵)
- Myra Lee (۱۹۹۶)
- What Would the Community Think (۱۹۹۶)
- Moon Pix (۱۹۹۸)
- The Covers Record (۲۰۰۰)
- You Are Free (۲۰۰۳)
- The Greatest (۲۰۰۶)
- Jukebox (۲۰۰۸)
- Sun (۲۰۱۲)
- Wanderer (۲۰۱۸)
- Covers (۲۰۲۲)

### ئی پی‌ها
| عنوان                  | مشخصات                                                              | جایگاه در چارت جهانی |
| عنوان                  | مشخصات                                                              | FRA                  |
| ---------------------- | ------------------------------------------------------------------- | -------------------- |
| Undercover             | - تاریخ انتشار: ۱۰ نوامبر ۱۹۹۶ - ناشر: Undercover Records - فرمت: ۷ | —                    |
| iTunes Live Session EP | - تاریخ انتشار: ۵ سپتامبر ۲۰۰۶ - ناشر: Matador - فرمت: DL           | —                    |
| eMusic Session EP      | - تاریخ انتشار: ۳ اکتبر ۲۰۰۶ - ناشر: Matador - فرمت: DL             | —                    |
| Dark End of the Street | - تاریخ انتشار: ۹ دسامبر ۲۰۰۸ - ناشر: Matador - فرمت: ۱۰ DL         | ۹۹                   |
|                        |                                                                     |                      |

### تک آهنگ‌ها
| عنوان                                    | سال  | جایگاه در چارت جهانی | جایگاه در چارت جهانی | جایگاه در چارت جهانی | جایگاه در چارت جهانی | آلبوم                          |
| عنوان                                    | سال  | US AAA               | US Rock Digital      | BEL                  | FRA                  | آلبوم                          |
| ---------------------------------------- | ---- | -------------------- | -------------------- | -------------------- | -------------------- | ------------------------------ |
| "Nude as the News"                       | ۱۹۹۶ | —                    | —                    | —                    | —                    | What Would the Community Think |
| "Lived in Bars"                          | ۲۰۰۶ | —                    | —                    | —                    | —                    | The Greatest                   |
| "Could We"                               | ۲۰۰۶ | —                    | —                    | —                    | —                    | The Greatest                   |
| "Song to Bobby"                          | ۲۰۰۷ | —                    | —                    | —                    | —                    | Jukebox                        |
| "King Rides By" (2011 Version)           | ۲۰۱۱ | —                    | —                    | —                    | —                    | Non-album single               |
| "Ruin"                                   | ۲۰۱۲ | —                    | —                    | ۳۸                   | —                    | Sun                            |
| "Cherokee"                               | ۲۰۱۲ | —                    | —                    | —                    | ۱۵۱                  | Sun                            |
| "Have Yourself a Merry Little Christmas" | ۲۰۱۳ | —                    | ۳۱                   | —                    | ۱۴۷                  | Non-album single               |
| "Wish I Was Here" کت پاور و کلدپلی)      | ۲۰۱۴ | —                    | ۴۱                   | —                    | —                    | Wish I Was Here OST            |
| "Woman" (با همکاری لانا دل ری)           | ۲۰۱۸ | ۲۰                   | —                    | —                    | —                    | Wanderer                       |

### تک آهنگ‌های تبلیغاتی
| عنوان                                                 | سال  | آلبوم             |
| ----------------------------------------------------- | ---- | ----------------- |
| "Headlights"                                          | ۱۹۹۴ | Non-album singles |
| "Great Expectations" / "Clear the Room"               | ۱۹۹۶ | Non-album singles |
| "He War"                                              | ۲۰۰۳ | You Are Free      |
| "Free"                                                | ۲۰۰۳ | You Are Free      |
| "The Greatest" / "Hate"                               | ۲۰۰۵ | The Greatest      |
| "Living Proof"                                        | ۲۰۰۵ | The Greatest      |
| "Love and Communication"                              | ۲۰۰۶ | The Greatest      |
| "New York"                                            | ۲۰۰۸ | Jukebox           |
| "Back in the Days (for Christopher Wallace)" / "Fire" | ۲۰۱۲ | Sun               |
| "Silent Machine"                                      | ۲۰۱۳ | Sun               |
| "Manhattan"                                           | ۲۰۱۳ | Sun               |
| "Bully"                                               | ۲۰۱۳ | Sun               |

### همکاری با دیگر هنرمندان
| عنوان                                              | سال  | جایگاه در چارت جهانی | جایگاه در چارت جهانی | آلبوم     |
| عنوان                                              | سال  | BEL                  | FRA                  | آلبوم     |
| -------------------------------------------------- | ---- | -------------------- | -------------------- | --------- |
| "Go Up" (Cassius با همکاری کت پاور و فارل ویلیامز) | ۲۰۱۶ | —                    | —                    | Ibifornia |
| "Action" (Cassius با همکاری کت پاور و Mike D)      | ۲۰۱۶ | ۲۰                   | ۱۱۴                  | Ibifornia |